# Градски музеј Вршац
Градски музеј Вршац је пре свега завичајни музеј успостављен са примарним циљем да прикаже историју града Вршца. Међутим, током свог развоја музеј је прерастао у установу комплексног типа, која покрива историју читавог подручја јужног Баната, са широком лепезом објеката и артефаката из археологије, нумизматике, етнологије, уметности и природних наука.

## Историјат
Предмети за овај музеј почели су се прикупљати 1882. године. Општинским музејом постао је 9. јуна 1894. године, а отворен је за јавност 26. јануара 1898. Циљ је у почетку био прикупљати материјал о прошлости Вршца, касније (од 1900) циљ је проширен на прикупљање материјала из целог подручја око доњег Дунава. 1908. музеј је добио своју зграду и спојен је са градском библиотеком. Према инвентару из 1909. у музеју је било 14.948 разних предмета и 8.014 комада новца.
Посебну улогу у настанку и развоју установе имао је први кустос музеја Феликс Милекер (1858–1942), коме припада велика заслуга на обогаћивању музејских збирки путем теренских ископавања и откупа предмета од колекционара. Милекер је био учитељ, али се већ од рано почео занимати за истраживање прошлости Баната. Званичним кустосом постаје 1899. године, када у Будимпешти завршава течај за руководиоце музеја, првенствено за рад у археолошким збиркама, који је организовало Главно земаљско надзорништво за музеје и библиотеке Угарске.
Међу најважније предмете у музеју спадају преисторијски предмети из железног доба, који су нађени у Ватину код Вршца (6.000 предмета) и нумизматичка збирка, збирка новца из разног доба.

## Сталне поставке
- Грађански живот Вршца у другој половини XIX и почетком XX века

Део изложбе смештен је у простору „Апотеке на степеницама” а представља развој грађанског сталежа на овом простору током XVIII, XIX и XX века.
- Хладно оружје из збирки градског музеја

Изложба приказује 155 предмета из три оделења Музеја: Археолошког, Историјског и Етнолошког.
- Од праисторије до средњег века

Изложба обрађује старије камено доба, млађе камено доба, бакарно доба, бронзано доба, гвоздено доба, римски период, касноантички период, период сеобе народа и долазак Словена.
- Сећање на Пају Јовановића

Изложба презентује део радова сликара Паје Јовановића, рођеног у Вршцу. Овај изванредни уметник поред Уроша Предића најзначајнији је представник уметничке сцене српског реализма.
- Историја здравствене културе југоисточног Баната

Историјат Вршачке фармације, апотека, болничког и санаторијског лечења у овом граду.

## Издавачка делатност
Поред својих основних делатности Градски музеј у Вршцу редовно издаје низ публикација. Најзначајније су:
- 20 векова новца у југоисточном Банату (1994).
- Жидовар - насеље бронзаног и гвозденог доба, каталог (1997).
- Живи свет Вршачких планина (2002).
- Енеолит јужног Баната (2002).
- Староегипатска збирка Градског музеја у Вршцу, монографија (2002).
- Вршац - некад и сад, каталог изложбе (2003).
- Медаље из збирке Градског музеја Вршац, каталог (2004).
- Птице Баната Die vögel des Banats, монографија (2004).
- Уметност обраде бронзе у Банату, каталог (2004).
- Жидоварско благо (2006).
- Природњачка збирка Градског музеја Вршац, каталог (2008).
- У потрази за историјом знаменити Вршчани (2009).
- Оставе Вршачког горја (2010).
- Водич кроз збирке старина, каталог (2011).
- Хроника Вршачког замка, каталог изложбе (2015).